# Victor Löwenfeldt
Victor Löwenfeldt was een Oostenrijks-Hongaars trainer en speler.

## Carrière
Löwenfeldt speelde in eigen land ten tijde dat de eerste competitie werd opgericht in Oostenrijk. Daarna speelde hij ook nog in Kroatië bij Concordia Zagreb.
Na zijn carrière begon hij met zijn ex-club Concordia Zagreb te trainnen. Hierna werd hij gedurende 11 wedstrijden de bondscoach van België. Waarna hij nog twee keer Antwerp zou coachen waarmee hij 1 keer de landstitel zou veroveren in 1931. Van 1931 tot 1936 trainde hij de Nederlandse vereniging HVV 't Gooi.

## Erelijst
| Nationaal     |    |         |
| Eerste klasse | 1x | 1930-31 |

1. ↑  de Standaard 30 april 1962 p.13